# Jean-Baptiste Cervoni
 (mars 2019).
Si vous disposez d'ouvrages ou d'articles de référence ou si vous connaissez des sites web de qualité traitant du thème abordé ici, merci de compléter l'article en donnant les références utiles à sa vérifiabilité et en les liant à la section « Notes et références ».
Jean-Baptiste Cervoni, né le 29 août 1765 à Soveria en République corse et blessé à mort le 23 avril 1809 d'un boulet de canon, à la bataille d'Eckmühl, est un général de division de la Révolution et du Premier Empire.

## Biographie

### Sa famille
Jean-Baptiste Cervoni, descend d'une famille engagée dans la lutte contre la domination génoise, qui compte plusieurs figures héroïques du Royaume indépendant de Corse, et notamment Gio Battista Cervoni, dit Schizzetto, colonel du royaume indépendant de Corse, assassiné à Corte en juillet 1737 et ses frères, Don Felice Cervoni, également colonel du royaume indépendant de Corse, mort en exil à Rome en 1740 et leur cadet tué dans l'assaut du couvent San Francesco de Quercitana di Lucciana, le samedi 13 décembre 1738.
Son père Thomas Cervoni fit partie de ceux qui, réservés envers le clan Paoli avec qui sa famille n'avait pas eu les meilleurs rapports, finit par rallier le gouvernement de Pascal Paoli devant la menace d'intervention française.

### Jeunesse
C'est dans ces circonstances que Jean-Baptiste nait à Soveria le 27 août 1765. Il reçoit une éducation soignée, et donne de bonne heure les plus grandes espérances. Les sciences, les lettres, la poésie surtout, occupent et embellissent l'imagination la plus brillante et le caractère le plus aimable. Son goût pour les armes lui fait quitter l'université de Pise, où son père qui le destine à la magistrature, lui fait étudier la jurisprudence.
Il se rend en France et entre comme simple soldat dans le régiment Royal-Corse. Son père, pour lequel il a le plus tendre et le plus respectueux attachement, le force à quitter l'état militaire, à reprendre l'étude des lois, et à suivre la carrière d'avocat à La Porta. Il se marie avec Marie Elisabeth Sicurani le 18 février 1789, qui aidera Napoléon à s'échapper  de l'île d'Elbe en 1815. En 1790, il est nommé chef de l'une des divisions du directoire du département.
Le jeune légiste obtient enfin le consentement de son père, puisqu'il rentre en 1792 dans le régiment Royal-Navarre cavalerie avec le grade de sous-lieutenant. Il est alors âgé de 25 ans. Le colonel de ce régiment, Raphaël de Casabianca, nommé général, le prend auprès de lui en qualité d'aide de camp, mais après la campagne des Alpes, Cervoni suit, au siège de Toulon, le représentant du peuple Salicetti, son ami et son compatriote, qui y est employé comme adjudant général, et s'y fait remarquer à la tête de la colonne qui enlève la redoute anglaise dont le succès décide de la prise de la place.

### Cervoni général napoléonien
Promu au grade de général de brigade le 25 nivôse an II, il a ordre de se rendre à l'armée d'Italie, combat avec distinction à la journée de Cairo, en Piémont, et ne se distingue pas moins le 3 frimaire an III, à la bataille de Loano, où il mérite les éloges du général en chef Masséna, pour s'être emparé à la tête de 1 300 hommes, des hauteurs réputées inaccessibles de Burdonetta et de Melegno. Lorsque, le 21 germinal an IV, le général autrichien Beaulieu commence ses opérations contre l'armée française par l'attaque des positions de Voltri, le général Cervoni, qui est chargé de les défendre avec 3 000 hommes, oppose à l'ennemi la plus vigoureuse résistance et le contient pendant quelque temps. Mais craignant de se voir déborder par les forces supérieures qui lui sont opposées, il se replie en bon ordre sur la division Laharpe, et la rejoint à Madona-di-Savone. Le 25 du même mois, il franchit la Bormida, attaque l'aile gauche de l'ennemi, et contribue aux résultats de cette journée où la division du général Provera est contrainte de mettre bas les armes. Sur le rapport de Napoléon Bonaparte, qui citait Cervoni avec éloges, il reçoit du Directoire une lettre conçue dans les termes suivants :
« Les travaux de la dernière campagne avaient trop fait connaître votre courage au Directoire, pour qu'il ne sût pas d'avance qu'en vous faisant éprouver, le premier échec, les Autrichiens vous ménageaient le premier avantage. »
Cervoni acquit de nouveaux titres à la reconnaissance de l'armée le 21 floréal suivant, au passage du pont de Lodi. 30 pièces d'artillerie portent la mort dans nos rangs, les grenadiers s'arrêtent un instant incertain, Cervoni, sentant combien cette indécision peut devenir funeste aux français, se précipite avec Berthier, Masséna, Dallemagne, Lannes, et le chef de bataillon Dupas, pour se mettre à la tête des troupes françaises.
Il donne de nouvelles preuves de courage aux batailles de Castiglione, d'Arcole, de Rivoli, et au siège de Mantoue. Élevé au grade de général de division le 27 pluviôse an VI, il fait partie, peu de temps après, de l'armée destinée à l'invasion de Rome, et est chargé par le général Berthier, lors de l'insurrection de cette ville, d'annoncer au pape Pie VI que le peuple a changé la forme du gouvernement. Cervoni remplit cette mission avec tous les égards, tous les ménagements qu'on doit au malheur.
|                                                                                                |  |                                                                                   |
| Jean-Baptiste Cervoni d'après Pietro Cardelli, Galerie des batailles du château de Versailles. |  | Noms gravés sous l'arc de triomphe de l'Étoile : pilier Est, 17e et 18e colonnes. |

Il publie ensuite l'acte d'installation du gouvernement provisoire, obtient le commandement de la 2e division militaire, puis est appelé en l'an VIII, à celui de la 8e, composée des départements des Bouches-du-Rhône, des Basses-Alpes, des Alpes-Maritimes, du Var et du Vaucluse. Il sait se concilier, dans ce poste important, l'estime et l'affection de tous les habitants par la modération de sa conduite. Créé membre et commandeur de la Légion d'honneur le 19 frimaire et 25 prairial an XII, le général Cervoni se fatigue du repos auquel il se voit condamné, et sollicite de l'Empereur en 1809 un commandement à la grande armée d'Allemagne. Il vient d'être nommé chef d'état-major du maréchal Lannes lorsque le 23 avril de la même année, un boulet de canon termine sa glorieuse carrière sur le champ de bataille d'Eckmühl.
La statue de Cervoni devait être placée sur le pont de la Concorde avec celles des grandes illustrations nationales françaises, suivant le vœu émis par Napoléon Ier en 1810, mais les événements politiques empêchèrent la réalisation de ce projet.
Son nom est gravé sur l'arc de triomphe de l'Étoile, côté Est et son buste d'après Pietro Cardelli orne la galerie des batailles du château de Versailles.

## Distinctions
- Commandeur de la Légion d'honneur